# Microtityus franckei
Espèce
Microtityus franckei est une espèce de scorpions de la famille des Buthidae.

## Distribution
Cette espèce est endémique du département de Magdalena en Colombie. Elle se rencontre vers le parc national naturel de Tayrona.

## Description
La femelle holotype mesure 18,65 mm et les mâles paratypes 14,79 et 16,33 mm.

## Étymologie
Cette espèce est nommée en l'honneur d'Oscar F. Francke.

## Publication originale
- Botero-Trujillo & Noriega, 2008 : « First record of the scorpion genus Microtityus from Colombia, with the description of a new species (Scorpiones, Buthidae). » The Journal of Arachnology, vol. 36, no 2, p. 259-266 (texte intégral).